# パックマン チャンピオンシップ エディション2
『パックマン チャンピオンシップ エディション2』（PAC-MAN CHAMPIONSHIP EDITION 2）は2016年9月13日に配信されたPlayStation 4、Xbox One、パソコン（Steam）用ゲームソフト。
2018年2月22日には2人プレイモードが追加されたNintendo Switch用ソフト『パックマン チャンピオンシップ エディション2 プラス』（PAC-MAN CHAMPIONSHIP EDITION 2 PLUS）が配信された。
パックマンシリーズの作品で『パックマン チャンピオンシップ エディション（CE）、『パックマン チャンピオンシップ エディション DX』（CEDX）の流れを組むシリーズ第2弾。『CE2』と略される。
PS4、Xbox One版は無料体験版も配信されている。またPS4版は『パックマン』、『PAC-MAN 256』と3本セットになった『パックマンパック』もPlayStation Storeで発売されている。

## ゲームシステム
パックマンといえば迷路内に登場するゴースト（敵）をよけながら、画面内のクッキー（ドット）を全て食べるというドットイートアクションゲームだが、本作では様々な新ルールが追加されている。
前作まではゴーストに接触するとミスになったが、本作ではゴーストに接触してもすぐにはミスにならない。パックマンがゴーストに2連続で接触すると怒り状態になり、怒り状態のゴーストに接触するとミスになる。また、画面内のクッキーを全て食べなくても良くなった。クッキーを食べると「ネクストゲージ」が溜まり、これが満タンになるとフルーツが出現する。このフルーツを食べるとステージクリアとなり次のステージに移行する。また、フルーツやパワークッキー（パワーエサ）はカプセルに入った「逃走フルーツ」「逃走パワークッキー」も登場することがあり、パックマンから逃げようとする。
また、前作にも登場したボムの効果が変更された。本作でのボムは使用するとフルーツ出現地点の近くにジャンプできる「ボムジャンプ」になった。ボムジャンプの使用回数はクッキーを全て食べると補充される。Yボタン（NSwはXボタン）でブレーキをかけることができ、停止できるようになった。
ゴーストミニオンズ（眠りミニゴースト）に接近すると、ミニオンズが起き、ゴーストに連なって数珠つなぎになり「ゴーストトレイン」を形成するが、本作ではこのゴーストトレインが最大で4本出現するようになった。これにより一気に大量のゴーストを連続で食べる爽快感がアップしている。なお、ゴーストトレインは頭からしか食べることができない。

## ゲームモード
チュートリアル
最初にプレイできるモード。本作のルールをステージごとに学習できる。
スコアアタック
チュートリアルをクリアするとプレイできるようになる本作のメインモード。オンラインランキングに対応している。1つのコースはトレインが1つか出現しない初心者用の「シングルトレイン」、トレインが最大4本出現する「メイン」、ゴーストが1タッチで怒り残機が増えない上級者向けの「エクストリーム」、残機が多く制限時間10分の練習用の「プラクティス」の4種類の難易度がある。
アドベンチャー
ステージごとにさまざまな課題をクリアするシリーズ初のモード。巨大なボスも登場する。

## コース
チャンピオンシップII
CE2のメインコース。初出はCEDX。
ジャンピング
CE2の新コース。ジャンプ台があちこちに設置されている。
ヘキサゴン
CE2の新コース。その名の通り6角形型の迷路から始まる。
ハイウェイ
左右に7本のワープトンネルがある高速コース。前作CEDXから続投。
ダンジョン
洞窟内部のように狭い迷路のコース。前作CEDXから続投。
マウンテン
上下に7本のワープトンネルがあるコース。
チャンピオンシップI
CEのチャンピオンシップをアレンジしたコース。初代パックマンのようにクランクコーナー多い。眠りゴーストも配置されている。
スパイラル
渦巻のようなルートが多数配置されているコース。前作CEDXから続投。